# Département de Jáchal
Le département de Jáchal est un des 19 départements de la province de San Juan, en Argentine. Son chef-lieu est la ville de San José de Jáchal.
Le département a une superficie de 14 749 km2. Sa population s'élevait à 21 018 habitants au recensement de 2001.

## Autres localités

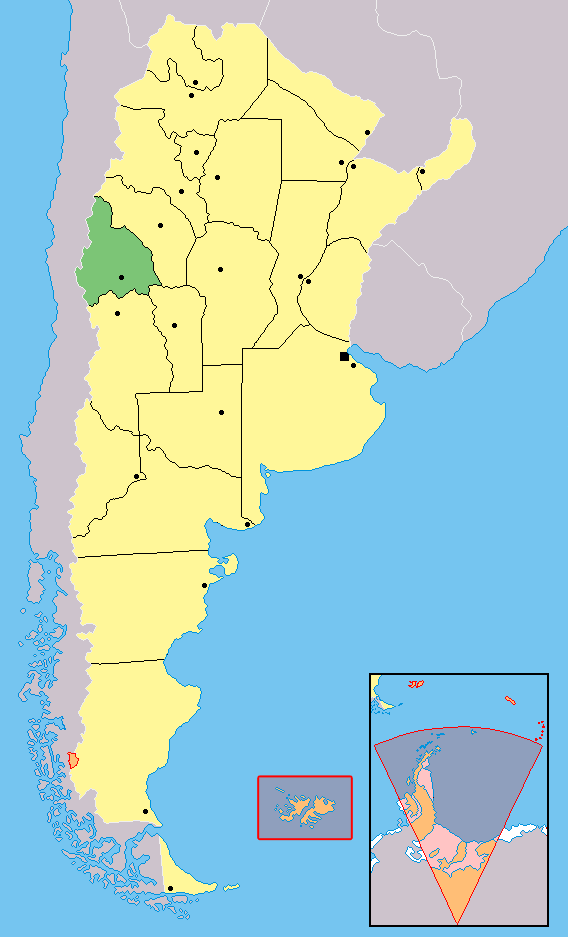
Localisation de la province de San Juan en Argentine

- Villa Mercedes
- Huaco